# Jonas Knudsen
Jonas Hjort Knudsen (* 16. September 1992 in Esbjerg) ist ein dänischer Fußballspieler. Er begann seine Karriere bei Esbjerg fB und wechselte 2015 nach England zum Zweitligisten Ipswich Town. Von 2019 bis Ende 2023 stand Knudsen beim schwedischen Erstligisten Malmö FF unter Vertrag. Er ist dänischer Nationalspieler und nahm mit der Mannschaft an der Weltmeisterschaftsendrunde 2018 in Russland teil.

## Karriere

### Verein

#### Esbjerg fB (bis 2015)
Knudsen trat in seiner Kindheit zunächst Hjerting IF bei und wechselte von dort in die Jugend des Profivereins Esbjerg fB.
Am 28. März 2010 gab Knudsen beim 0:4 am 23. Spieltag in der Superliga bei Randers FC mit seiner Einwechslung in der 69. Minute für Andreas Klarström sein Profidebüt. Er kam in der Saison 2009/10 zu insgesamt sieben Einsätzen. Die Esbjerger belegten zum Ende der Saison den vierten Tabellenplatz. In der neuen Saison spielte er in der Liga in fünf Partien und wurde in zwei Partien im dänischen Pokalwettbewerb eingesetzt. Esbjerg fB stieg zum Ende der Saison aus der Superliga ab. Am 29. April 2012 erzielte Knudsen mit dem Tor zum 2:0 in der 45. Minute beim 2:1-Sieg am 19. Spieltag der zweiten Liga gegen Skive IK sein erstes Tor im Seniorenbereich. Er absolvierte in der Zweitliga-Saison 2011/12 18 Partien. Am Ende der Saison stand der direkte Wiederaufstieg in die Superliga. In der folgenden Saison absolvierte er 32 Spiele in der Superliga; am 16. Mai 2013 schoss Knudsen mit dem Treffer zum 5:2 beim 6:2-Sieg am 32. Spieltag gegen Odense BK sein erstes Tor in der Superliga. Esbjerg fB belegte den vierten Platz und qualifizierte sich für die Teilnahme an den Play-off-Spielen zur Europa League. In der neuen Saison qualifizierte Esbjerg fB sich nach den Play-offs für die Teilnahme an der Europa League. Am 19. September 2013 gab Knudsen beim 2:1-Sieg im ersten Gruppenspiel der UEFA Europa League bei Standard Lüttich sein Europapokaldebüt. Esbjerg fB schied im Sechzehntelfinale gegen den AC Florenz aus. Knudsen kam in der Europa League allen acht Partien zum Einsatz, in der Liga spielte er 31-mal und erzielte ein Tor. Esbjerg fB qualifizierte sich als Ligafünfter für die zweite Qualifikationsrunde zur Europa League. In der folgenden Saison schied Esbjerg fB in der dritten Qualifikationsrunde gegen Ruch Chorzów aus; Knudsen kam lediglich im Rückspiel zum Einsatz. In der Liga spielte er 28-mal und erzielte zwei Tore. Esbjerg fB belegte in der Superliga den achten Platz und schied im dänischen Pokal im Halbfinale aus. Knudsen kam in allen sechs Partien zum Einsatz. In der neuen Saison spielte er noch zweimal für Esbjerg fB in der Superliga.

#### Ipswich Town (2015 bis 2019)
Im August 2015 wechselte er in die Football League Championship zu Ipswich Town und absolvierte eine Partie im FA Cup und 42, Spiele im Punktspielbetrieb. Am 19. April 2016 markierte Knudsen mit dem Tor zum 1:1-Endstand am 43. Spieltag im Spiel gegen den FC Fulham sein erstes Tor für Ipswich Town. Der Verein belegte zum Saisonende den siebten Platz. Nach einem 17. Platz 2017 und einem zwölften Platz 2018 stieg Ipswich Town 2019 in die Football League One ab.

#### Malmö FF (seit 2019)
Im Juni 2019 wechselte Knudsen in die schwedische Allsvenskan zu Malmö FF. Sein Vertrag lief zum 31. Dezember 2023 aus; seither ist Knudsen ohne Verein.

### Nationalmannschaft
Knudsen spielte sechsmal für die dänische U-18-Nationalmannschaft, neunmal für die U-19 und dreimal in der U-20.
Am 31. Mai 2013 gab Knudsen sein Debüt für die dänische U-21-Nationalmannschaft beim 0:0 gegen Irland stand er in der Anfangsformation und wurde nach 70 Minuten durch Fredrik Møller ersetzt. Mit der U-21 qualifizierte er sich für die U-21-Fußball-Europameisterschaft 2015 in Tschechien. Dort spielte er in zwei Gruppenspielen und erreichte an der Seite von Jannik Vestergaard, Pierre Emile Højbjerg, Yussuf Poulsen und Viktor Fischer mit der Mannschaft als Gruppensieger das Halbfinale gegen Schweden. Das Team mit Knudsen verlor mit 1:4. Insgesamt spielte er 17-mal für die dänische U-21-Nationalmannschaft.
Am 28. März 2014 absolvierte Knudsen beim 1:0-Sieg in Kopenhagen in einem Testspiel gegen Schweden sein Debüt für die dänische A-Nationalmannschaft; er wurde in der 53. Minute für Jakob Ahlmann Nielsen eingewechselt.

## Erfolge
Esbjerg fB
- Dänischer Pokalsieger: 2013

Malmö FF
- Schwedischer Meister: 2020, 2021